# Magdaleno Mercado
Magdaleno Mercado (4 aprile 1944 – 6 marzo 2020) è stato un calciatore messicano, di ruolo centrocampista.

## Carriera
Con la Nazionale messicana ha preso parte al campionato del mondo 1966, giocando 2 partite.